# KPPP
KPPP es un software para módems e Internet dialer de KDE, cuyo nombre es una traducción de KDE Point to Point protocolo.
Kppp se usa generalmente para conectarse a un proveedor de Internet a través de un módem y una línea telefónica, a pesar de que se puede utilizar en otras situaciones donde el protocolo PPP sea necesario. Se trata de una interfaz gráfica para el demonio pppd, diseñado para hacer más fácil a los usuarios no técnicos para conectarse a Internet usando un sistema KDE.
A igual que todas las aplicaciones de KDE, es programado usado Trolltech 's Qt.

## Características
- Conteo de llamadas, ayuda a gestionar la factura telefónica.
- Configuración de la red: DNS, Dirección IP.
- Parámetros del módem: volumen, ubicación del dispositivo (por ejemplo /dev/módem).
- Gráfico de paquetes enviados y recibidos durante la conexión.
- Proporciona un icono en la barra de tareas, que mediante luces parpadeantes denota la transferencia de datos.